# Athetis pentheus
Athetis pentheus là một loài bướm đêm trong họ Noctuidae.